# Ekiga
Ekiga, ehemals GnomeMeeting, ist eine freie Software für Audio- und Video-Telefonie über paketvermittelnde IP-Datennetzwerke für Unix-ähnliche (Linux, …) und Windows-Betriebssysteme.

## Funktionalität
Es ermöglicht auch Konferenzschaltungen, findet mittels Zeroconf andere Teilnehmer in lokalen Netzwerken, teilt Kontaktdaten mit Evolution, leitet Anrufe weiter und übergibt laufende Gespräche, bietet Präsenzbenachrichtigung, führt ein Adressbuch und eine Anrufsliste und kann mit Hilfe von STUN NAT-Systeme durchdringen.

## Technik
Es unterstützt eine Vielzahl von Audio- und Video-Codecs, unter anderem gängige Verfahren der leitungsvermittlenden Festnetz- und Mobilfunk-Telefonie, H.264, Theora, CELT und Speex.
Als Basisbibliothek für SIP- und H.323-Funktionalität benutzt Ekiga die freie Programmbibliothek OPAL.

## Verwendung
Ekiga war der vorgegebene VoIP-Client der populären Linux-Distribution Ubuntu, bis er mit Version 10.04 des Betriebssystems vom Oktober 2009 durch Empathy ersetzt wurde.
Nach automatisierten Nutzer-Umfragen (mittels der Software Popularity Contest) haben immer noch rund 40 % der Ubuntu-Nutzer Ekiga installiert.

## Geschichte
Unter dem Namen GnomeMeeting wurde am 25. Dezember 2000 das Projekt von Damien Sandras als Masterarbeit an der Université catholique de Louvain in Belgien initiiert.
GnomeMeeting basierte auf der OpenH323-Bibliothek und benutzte das H.323-Protokoll zur Signalisierung. Mit dieser Fähigkeit konnten andere H.323-Clients (wie z. B. Microsoft NetMeeting) entweder direkt angewählt werden (über die IP-Adresse) oder mittels sogenannter Gatekeeper als Vermittlungsstelle erreicht werden.
Für die Version 2.0 wurde der Name von GnomeMeeting in Ekiga geändert. Dies geschah, da sich die Entwicklung von einem Video-Konferenz-Programm weg mehr in Richtung eines multifunktionalen VoIP-Programms gewendet hat und um anzuzeigen, dass Ekiga nicht nur für GNOME-Nutzer gedacht ist. Da das Programm seitdem auch über das für die VoIP-Telefonie beliebte Session Initiation Protocol (SIP) verfügt, sind die Gemeinsamkeiten mit dem ehemaligen Vorbild Netmeeting nur noch gering.
Eine Windows-Version ist ab der Version 2.0.9 als Beta-Testversion, mittlerweile aber auch als Release-Version, auf der Seite von Ekiga öffentlich verfügbar. Das Free Software Magazine (FSM) stellte das Programm als populärste freie VoIP-Software vor.
Die Version 3.0 brachte massive Änderungen mit sich. Eine breit angelegte interne Modularisierung vereinfacht die Entwicklung von alternativen GUIs und Implementierung anderer Protokolle, was eine der Grundlagen für viele der von Benutzern gewünschten Merkmale darstellt. Ab Version 3.2 wird das besonders latenzarme Audiokomprimierungsverfahren CELT unterstützt.
Seit Ende 2014 verfügbare Vorabversionen von Ekiga 5 unterstützen u. a. auch Opus, VP8 und H.264.

### Versionen
- 7. Februar 2001 – erste Veröffentlichung
- 1. März 2004 – Version 1.0 wird unter dem Namen GnomeMeeting freigegeben
- 12. Dezember 2004 – Version 1.2
- 5. September 2005 – Version 1.2.2
- 18. Januar 2006 – Version 2.0 Beta 1 unter dem neuen Namen Ekiga freigegeben
- 12. März 2006 – Version 2.0
- 11. März 2007 – Version 2.0.7
- 14. April 2007 – Version 2.0.9
- 27. September 2007 – Version 2.0.11
- 10. März 2008 – Version 2.0.12
- 23. September 2008 – Version 3.0.0
- 17. März 2009 – Version 3.2.0
- 22. September 2009 – 3.2.6
- 31. Mai 2010 – Version 3.2.7
- 26. November 2012 – Version 4.0
- 21. Februar 2013 – Version 4.0.1 [STABLE]